# Beacon Hill Park

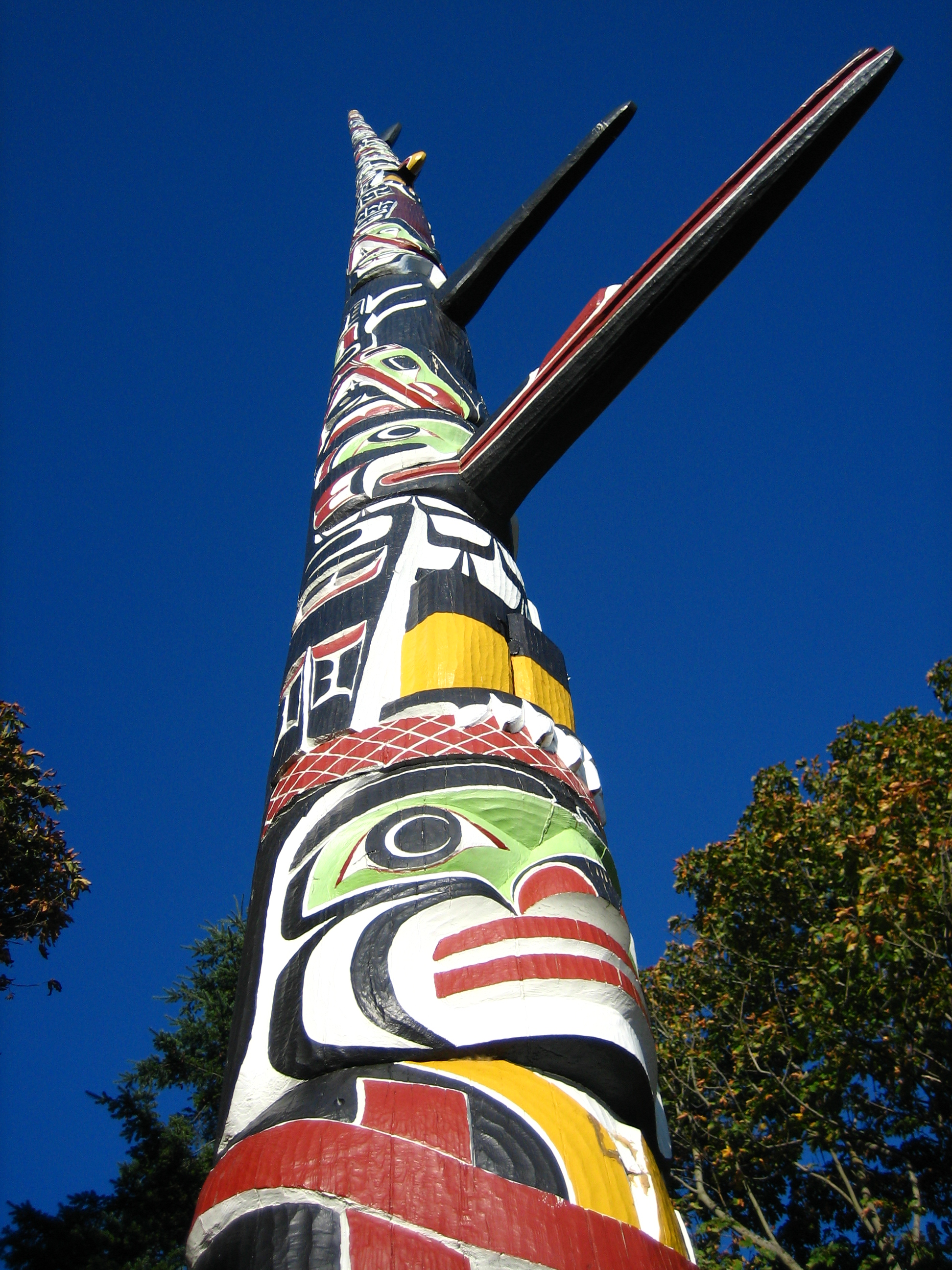
O totem do parque

O Beacon Hill Park é um parque urbano de 75 ha ao longo do Estreito de Juan de Fuca, na cidade de Victoria, Canadá. O parque é muito famoso, tanto entre turistas como entre locais, e contém caminhos à beira-mar e no bosque do parque, um playground, campos de jogo, um pequeno zoo, e vários jardins.
Foi originalmente transformado em área protegida por Sir James Douglas, governador da colónia da Ilha Vancouver em 1858. Em 1882 foi oficialmente transformado num parque urbano da Cidade de Victoria, e foi-lhe dado o presente nome. O nome deriva de uma pequena colina, perto do estreito, onde outrora houve faróis (beacons). A colina é culturalmente importante, sendo que foi um sítio de enterro das Primeiras nações. Do parque têm-se belas vistas do estreito e das Montanhas Olímpicas no estado de Washington.
Embora muito do parque tenha sido transformado em jardins e campos de jogo, e ocupado com vários edifícios, muita da flora nativa foi preservada. O carvalho de Garry, arbutus, pseudotsuga, o cedro vermelho do oeste, camassia, trillium, symphoricarpos, a uva do Oregon e uma espécie de lírio ainda sobrevivem no parque. Muita da fauna original foi extirpada pelo desenvolvimento urbano, mas guaxinins, doninhas, esquilos, tâmias e uma grande variedade de pássaros são ainda vistos no parque. Nas lagoas do parque persistem os cisnes, tartarugas, patos e as garças azuis.
O parque é também conhecido por alguns factores de influência humana. O mais famoso é o quarto mais alto totem do mundo, um trabalho de 38.8 metros feito pelo artesão Kwakiutl Mungo Martin e erigido em 1956. 